# Œufs chinois cuits à la vapeur
Les œufs à la vapeur chinois ou les œufs d'eau sont des œufs battus avec de l'eau ou avec un bouillon, cuits à la vapeur pendant dix minutes. Ils sont mangés chauds ou froids, la texture doit être tremblante et onctueuse.

## Dénomination
Le nom de ce plat varie selon les provinces chinoises : en cantonnais 蒸水蛋 (zhēng shuǐ dàn), « vapeur, œuf d'eau », parfois simplement 水蛋 (shuǐ dàn), « œuf d'eau », et aussi 鸡蛋羹 (jīdàn gēng), « crème » aux œufs car c'est une sorte de flan allégé.

## La recette

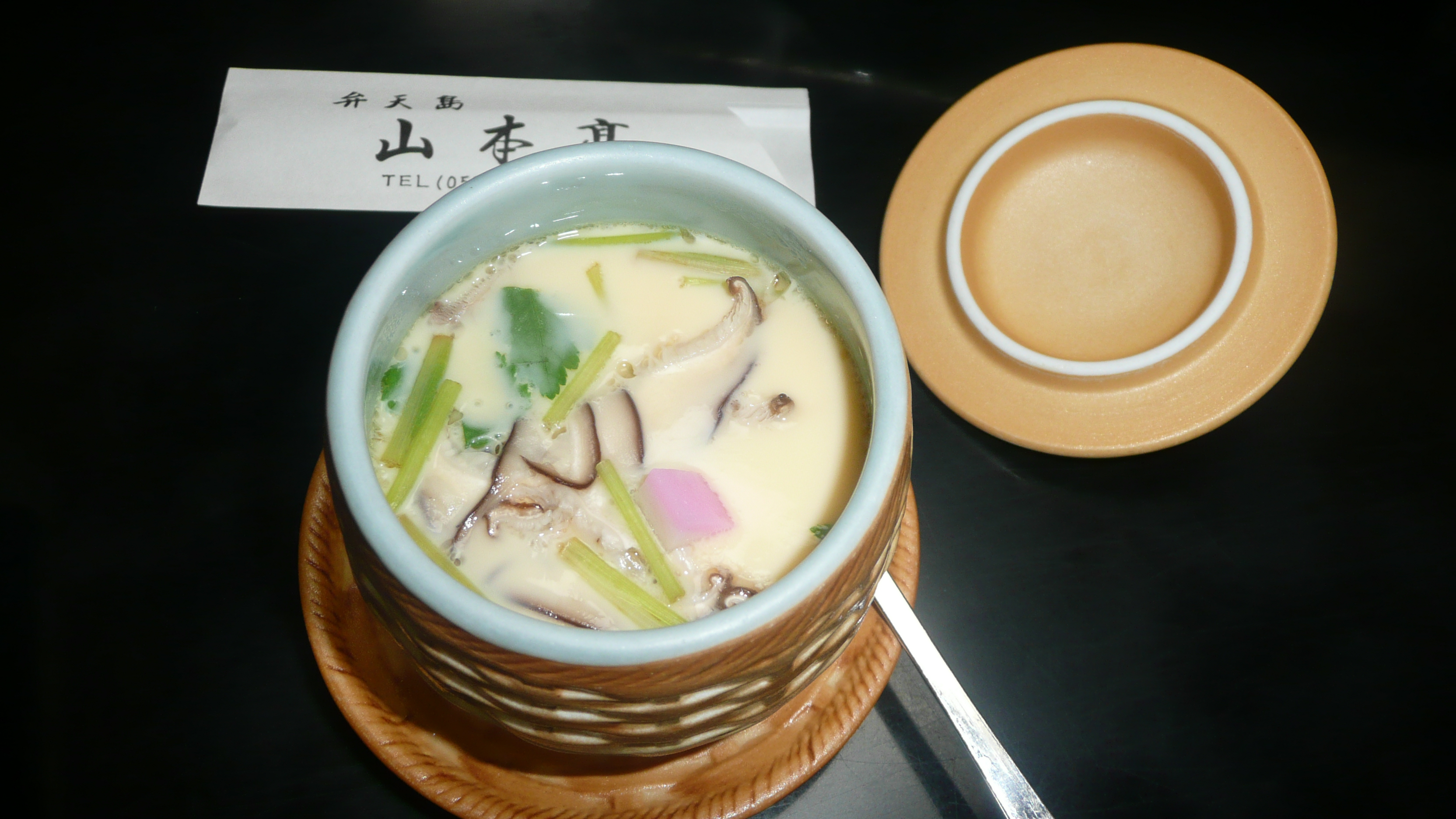
Version japonaise : chawanmushi.

Battre des œufs comme une omelette puis d'y ajouter de l'eau ou un liquide tiède (à environ 50 °C) mais non bouillant. La quantité de liquide ajoutée est importante, classiquement le liquide est 1,5 fois le volume des œufs. Par exemple, si 4 œufs font 200 ml, on leur ajoute 300 ml de liquide. Un facteur courant d'échec est d'en mettre trop, des chefs chinois citent au rapport 1:3 soit 600 ml de liquide pour 200 ml d'eau pour des œufs très doux, le rapport 1:2 (400 ml dans cet exemple) parait un maximum.
Battre à nouveau doucement et pas longtemps jusqu'à obtention d'un mélange bien liquide. Filtrer le mélange avec une passoire fine dans des pots ou des bols à riz de façon à éliminer la mousse et tout ce qui n'est pas bien liquide. L’œuf cuit doit être lisse et brillant.
Le liquide chaud mélangé aux œufs peut être de l'eau salée avec ou sans huile, de l'eau aromatisée à l’extrait de bouillon de poulet, de la sauce d'huître, un bouillon ou rarement du lait. 

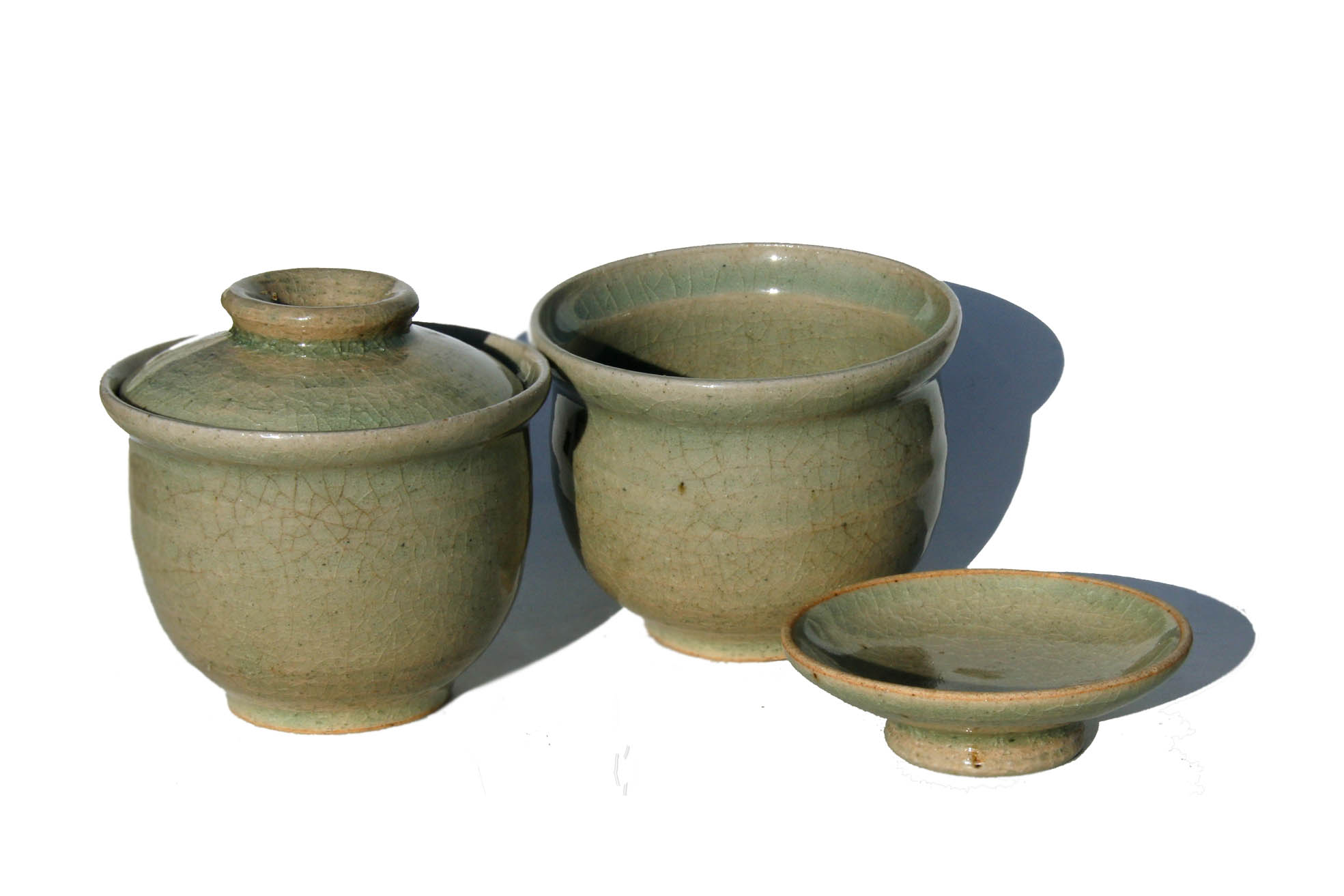
Pots japonais traditionnels pour la cuisson à la vapeur du chawanmushi.

Cuire à la vapeur à pression ambiante dans le panier du cuit vapeur ou l'étage du couscoussier à feu doux. La cuisson dure 10 min pour les œufs à l'eau et 7 min pour les œufs au bouillon de poulet. Si les pots ou les bols à riz n'ont pas de couvercle on les couvre d'un papier de cuisson ou d'une soucoupe. Après 4 min, on soulève le couvercle de l'étage vapeur pour réduire la température du compartiment vapeur jusqu'à la fin du temps de cuisson, certains cuisent 5 min, coupent le feu et laissent au chaud de 5 à 8 autres minutes. Il ne faut pas trop cuire pour conserver une texture tremblante.
Habituellement, on assaisonne de sauce de soja, d'échalotes ou d'oignon vert, de sésame blanc grillé et dans les œufs, selon le goût, on peut ajouter avant de cuire des crevettes, des champignons, du crabe, des agrumes, des palourdes, de la viande hachée, etc.

## Variantes

### Variantes chinoises
- Cette recette peut être adaptée au four micro-ondes.
- Les œufs tricolores  蒸三色蛋 (zhēng sān sè dàn) cuits à la vapeur appartiennent à la cuisine de Hong Kong. Ils sont faits d’œufs salés, d’œufs en conserve et d’œufs frais, battus avec de l'eau et cuit 15 min[6].

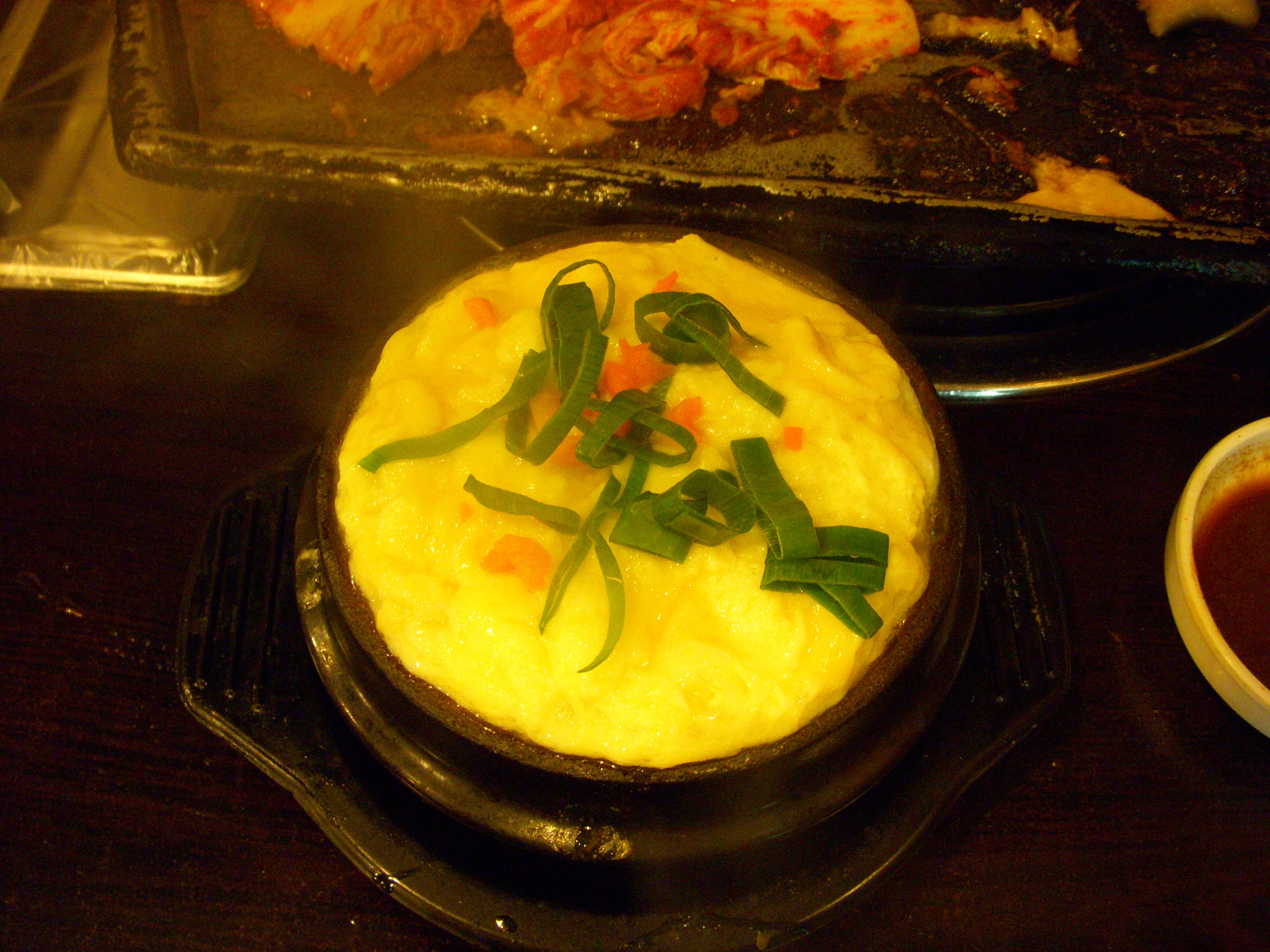
Version coréenne : gyeran-jjim.

### Recettes analogues d'autres pays d'Asie
- Au Japon le 茶碗蒸し (chawanmushi) fait d’œufs battus avec un bouillon cuits à la vapeur, garnis de champignons shiitake, ginseng, racine de lys, kamaboko, poulet, crevettes, anguille grillée, etc., et du mitsuba comme verdure. Il admet des variantes locales : avec des udon (odamaki udon) ou des vermicelles à Tottori, du tofu, du poisson blanc, des châtaignes, des sardines, des pousses de bambou, des cèpes[7]. Ils sont servis chauds.
- En Corée, le gyeran-jjim (계란 찜, œufs cuits à la vapeur à la coréenne) sont battus avec de l'eau ou un bouillon d'algue et/ou d'anchois puis cuits à la vapeur. Ils sont servis chauds et pimentés.

## voir aussi